# Вулька-Лесьна
Вулька-Лесьна (пол. Wólka Leśna) — село в Польщі, у гміні Седльці Седлецького повіту Мазовецького воєводства.
Населення — 153 особи (2011).
У 1975-1998 роках село належало до Седлецького воєводства.

## Демографія
Демографічна структура станом на 31 березня 2011 року:
|          | Загалом | Допрацездатний вік | Працездатний вік | Постпрацездатний вік |
| -------- | ------- | ------------------ | ---------------- | -------------------- |
| Чоловіки | 82      | 21                 | 55               | 6                    |
| Жінки    | 71      | 12                 | 39               | 20                   |
| Разом    | 153     | 33                 | 94               | 26                   |